# 슈트리

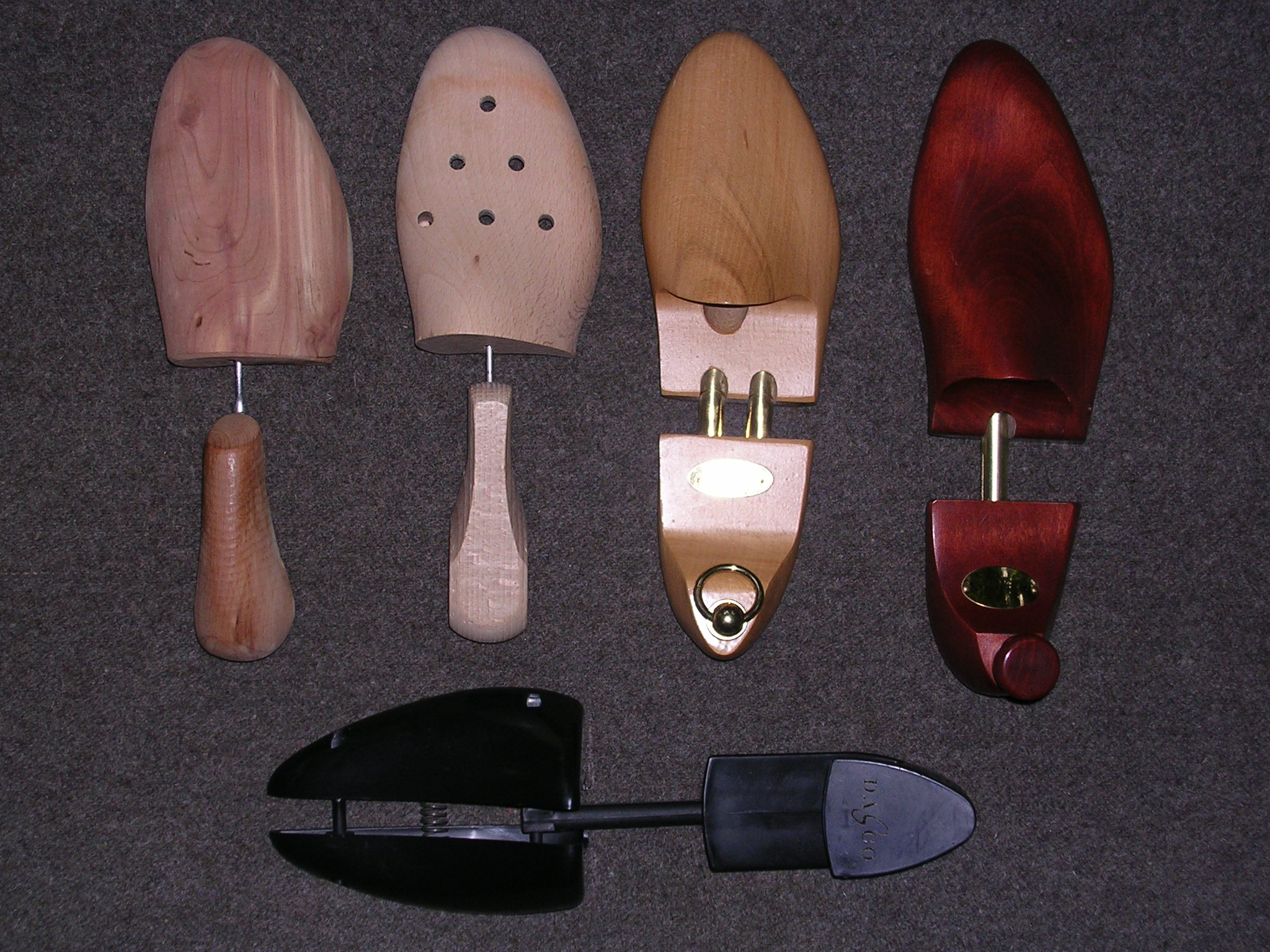
슈트리

슈트리(Shoe tree)는 신발의 모양을 유지하고 이를 통해 신발을 오래하기 위해 신발의 내부에 두는 도구이다. 고품질의 슈트리는 냄새를 억제하고 습기를 흡수하도록 시더 같은 단단한 나무로 만들어진다. 플라스틱제의 슈트리도 일반적으로 더 저렴하고 경량이지만 습기를 흡수하지 않고, 냄새를 제거한다.